# Лайпцигски университет
Лайпцигският университет (на немски: Universität Leipzig; на латински: Alma mater lipsiensis) е най-голямото висше училище в Лайпциг, Германия. Член е на университетското обединение Утрехтска мрежа.
Той е исторически вторият университет в границите на днешна Германия след Хайделбергския университет (по-отдавна откритите университети в Кьолн, Ерфурт и Вюрцбург междувременно са затворени или са открити отново).

## Известни възпитаници
- Фолкер Браун (р. 1939) – писател
- Херман Брокхаус (1806 – 1877) – ориенталист
- Мартин Бубер (1878 – 1965) – философ
- Ханс-Дитрих Геншер (р. 1927) – политик
- Христиан фон Дом (1751 – 1820) – историк и публицист
- Ерих Кестнер (1899 – 1974) – писател
- Емил Крепелин (1856 – 1926) – психиатър
- Макс Уле (1856 – 1944) – археолог
- Готфрид Лайбниц (1646 – 1716) – философ
- Лин Ютан (1895 – 1976) – китайски писател
- Ангела Меркел (р. 1954) – политик
- Фридрих Ницше (1844 – 1900) – философ
- Рудолф Ерих Распе (1737 – 1794) – писател
- Георг Филип Телеман (1681 – 1767) – композитор
- Йохан Готлиб Фихте (1762 – 1814) – философ

## Фотогалерия
- Лайпцигският университет, 1800 г.
- Библиотеката на университета, 1900 г.
- Университетската библиотека Албертина